# مهیار فیروزبخت
مهیار فیروزبخت (زادهٔ ۱۳۲۹ در کرج)، موسیقی‌دان، آهنگساز و نوازندهٔ ویلن اهل ایران است.

## زندگی هنری
مهیار فیروزبخت در ۱۸ خرداد سال ۱۳۲۹ در کرج متولد شد. از ۶ سالگی فراگیری موسیقی را با ساز ویلن نزد «محلوجی» آغاز نمود. پس از آن به کلاس‌های کمانچه «حسین یاحقی» راه یافت. در سن ۱۰ سالگی با دعوت «جواد بدیع زاده» همکاری خود را با برنامه کودک و پس از آن برنامه جوانانِ رادیو آغاز کرد. در ادامه به هنرستان موسیقی راه یافت و نزد هنرمندانی نظیر «رحمت‌الله بدیعی» و «صالحی» فراگیری موسیقی را ادامه داد. از سال ۱۳۴۸ در ارکستر فرهنگ و هنر تهران مشغول به کار شد و با «فرامرز پایور» و «محمد حیدری» به همکاری پرداخت. او از سال ۱۳۵۳ به استخدام رادیو و تلویزیون ایران درآمد و با ارکسترهای مختلف رادیو تلویزیون و خوانندگانی نظیر: «اکبر گلپایگانی»، «جمال وفایی»، «ایرج خواجه‌امیری»، «محمودی خوانساری»، «حسین قوامی» همکاری کرد. او علاوه بر نوازندگی ویلن و کمانچه با نواختن سازهای تار، سنتور، عود، قانون و تمبک آشنایی دارد.
وی در نخستین جشنوارهٔ موسیقی مقاومت رتبه دوم آهنگسازی را کسب نود. او همچنین در دومین جشنواره موسیقی مقاومت مورد تقدیر قرار گرفت.

## فعالیت‌های اجرایی و هنری
از جمله فعالیت‌های هنری و اجرایی مهیار فیروزبخت به موارد زیر می‌توان اشاره نمود:
همکاری با شورای موسیقی وزارت ارشاد به عنوان بازرس نظارت بر شرکت‌های تهیه و تکثیر موسیقی ۱۳۶۲٬مسئول اجرایی شورای نظارت بر صدور پروانه نوار مرکز سرود و آهنگ‌های انقلابی ۱۳۶۴، مسئول تولید موسیقی رادیو ۱۳۶۷، اجرای کنسرت در کشورهایی نظیر :انگلستان، ایتالیا، نروژ، هلند، پاکستان، آلمان، ژاپن، بلژیک، سوئیس، کانادا، چین، یونان، مالزی و تایلند، تدریس موسیقی، عضو هیئت داوران جشنواره تولیدات مراکز صداوسیما٬ سرپرستی گروه موسیقی «رودکی»، سرپرستی گروه موسیقی «همنوازان»، سرپرستی گروه موسیقی «گل‌های مهیار»، سرپرستی گروه موسیقی «آوای ایران»

## آثار هنری
از جمله آثار هنری مهیار فیروزبخت به موارد زیر می‌توان اشاره نمود:
موسیقی فیلم
- موسیقی سریال تلویزیونی «روایت عشق» به کارگردانی «علاءالدین رحیمی» و «انوشیروان ارجمند»[۱۵]
- موسیقی فیلم «تهران ۵۳»[۱۵]

آلبوم موسیقی
- آهنگسازی، تنطیم و نوازندگی آلبوم موسیقی «نیاز» به خوانندگی «ایرج خواجه‌امیری»[۱۶]
- نوازندگی در آلبوم موسیقی «زورق مهتاب» به آهنگسازی «محمد ساعد» و خوانندگی «عبدالحسین مختاباد»[۱۷]
- نوازندگی در آلبوم موسیقی «وطن من» به آهنگسازی «پرویز مشکاتیان» و خوانندگی «ایرج بسطامی»[۱۸]
- نوازندگی در آلبوم موسیقی «عقیق» به آهنگسازی «فضل‌الله توکل» و خوانندگی «اکبر گلپایگانی»[۱۹]
- نوازندگی در آلبوم موسیقی «جلوه رخسار» به آهنگسازی «همایون خرم» و خوانندگی «مهدی بهزادپور»[۲۰]
- سرپرست گروه، تنظیم و نوازندگی در آلبوم موسیقی «شکوه» به آهنگسازی و خوانندگی «عبدالحسین مختاباد»
- نوازندگی در آلبوم موسیقی «گل میخک» به آهنگسازی «جواد لشگری» و «مهرداد پازوکی» و خوانندگی «علیرضا افتخاری»
- نوازندگی در آلبوم موسیقی «به یاد آن گذشته» به آهنگسازی «حبیب‌الله بدیعی»، تنظیم «مجتبی میرزاده» و خوانندگی «همایون کاظمی»
- نوازندگی در آلبوم موسیقی «مست عشق» به آهنگسازی «فضل‌الله توکل» و خوانندگی «اکبر گلپایگانی»
- نوازندگی در آلبوم موسیقی «تمنای وصال» به آهنگسازی و خوانندگی «عبدالحسین مختاباد» و تنظیم «حسین فرهادپور»
- نوازندگی در آلبوم موسیقی «تیه کال» با تنظیم «حسین فرهادپور» و خوانندگی «کوروش اسدپور»
- آهنگسازی قطعه تصویری «آوای ایران» به خوانندگی «حسین خواجه‌امیری» و «سالار عقیلی» و شعر «افشین یداللهی»[۲۱]